# 5407-es mellékút (Magyarország)
Az 5407-es mellékút egy bő 26,5 kilométeres hosszúságú, négy számjegyű mellékút Bács-Kiskun vármegye területén; Orgovány és Bugacpusztaháza határától húzódik Móricgáton át Jászszentlászló központjáig.

## Nyomvonala
Orgovány és Bugacpusztaháza határszélén ágazik ki az 54-es főútból, annak a 22+150-es kilométerszelvénye táján, kelet-délkelet felé. Az első métereitől kezdve Bugacpusztaháza határai közt húzódik, de sokáig lakott helyeket szinte nem is érint. 6,5 kilométer megtételén túl éri el Bugacpusztaházát, ahová egy számozatlan, alsóbbrendű bekötőút ágazik ki belőle, észak-északkeleti irányban.
7,5 kilométer megtétele után már Bugac határai között jár és a korábbi irányához képest délebbi, nagyjából dél-délkeleti irányba fordul. 9,6 kilométer után északkelet felől beletorkollik az 54 102-es számú mellékút, mely Kiskunfélegyháza felől húzódik idáig, feltárva magát Bugac községet is. 11,5 kilométer után keresztezi a kecskeméti kisvasút hálózatához tartozó Kecskemét–Kiskunmajsa-vasútvonal vágányait, és nem sokkal azután eléri Móricgát határszélét.
E községnek előbb Erdőszéplak nevű, különálló településrészét érinti, ott még a határvonalon haladva, majd egy éles irányváltással délnyugat felé fordul, de még a 14. kilométere táján vissza is tér a délkeleti irányhoz, így halad végig a település házai között, Deák Ferenc utca néven. 22,4 kilométer után szeli át Jászszentlászló határát, a község első házait pedig nagyjából 25,7 kilométer megtételét követően éri el. A központ közelében ér véget, Dózsa György utca néven, beletorkollva az 5402-es útba, annak a 21+600-as kilométerszelvénye közelében.
Teljes hossza, az országos közutak térképes nyilvántartását szolgáló kira.gov.hu adatbázisa szerint 26,607 kilométer.

## Települések az út mentén
- (Orgovány)
- Bugacpusztaháza
- Bugac
- Móricgát
- Jászszentlászló